# Charrier (eau minérale)
Charrier est une eau minérale naturelle plate française issue de la source La Bouna Font (« la bonne fontaine ») et nommée Charrier depuis 1933. La source se situe en Montagne bourbonnaise, à Laprugne, commune du sud-est du département de l'Allier. Cette eau, faiblement minéralisée, fut exploitée commercialement de 1933 à 1996.

## Localisation
La source jaillit à 887 m d'altitude en terrain granitique, en bordure du massif forestier de l'Assise, dans la Montagne bourbonnaise, à Laprugne, commune à l'extrême sud-est du département de l'Allier et limitrophe de celui de la Loire. La source se situe à environ 600 m au nord-est du hameau de la Burnolle, non loin de la route menant à La Loge des Gardes (45° 59′ 51″ N, 3° 46′ 51″ E). Le hameau de Charrier qui a donné son nom à la société minière puis à la source se trouve en contrebas, à environ  1,5 km au sud-ouest à vol d'oiseau et abrite l'ancienne usine d'embouteillage (45° 59′ 11″ N, 3° 45′ 47″ E).

## Histoire
La source est connue depuis plusieurs siècles sous le nom de La Bouna Font (« la bonne fontaine »). En 1925, elle est acquise par la Société des mines de Charrier pour abreuver ses ouvriers. Il semble qu'une première étude de l'eau ait été faite par la faculté de médecine en 1930 et de premières recommandations thérapeutiques en 1931.
Après des analyses légales, l'État accorde en 1933 à la société minière l'autorisation de la commercialiser et elle prit alors le nom de Charrier. Dans les années suivantes, l'eau fait l'objet de plusieurs communications médicales sur son usage,. Sa radioactivité fut également étudiée. L'eau de Charrier est alors recommandée pour son action diurétique mais également pour combattre la colibacillose.
En 1958, la société minière signe une convention avec la SNCF pour le « trafic des eaux minérales en bouteilles, demi-bouteilles, quarts de bouteilles, huitièmes de bouteilles expédiées des gares de Cusset, Roanne et Vichy à destination de toutes les gares de la Société nationale des chemins de fer français ». Mais son développement s'accélère vraiment l'année suivante, en 1959, quand elle est rachetée par le groupe Perrier,. Celui-ci va moderniser la production avec l'installation d'une chaine d'embouteillage qui permet de conditionner 16 000 bouteilles à l'heure,.
L'eau minérale Charrier va connaitre le succès au tout début des années 1960 grâce à ses campagnes publicitaires. L'une restera célèbre et contribuera au succès de la marque comme eau pour les nouveau-nés avec le slogan « BÉBÉ aime Charrier ». Une première campagne d'affichage un peu énigmatique est lancée avec juste ce slogan et un point d'interrogation, suivie d'une deuxième toujours avec le même slogan mais sans le point d'interrogation mais avec un bébé et la bouteille d'eau Charrier sur l'affiche. La campagne jouait sur la très forte notoriété et les rumeurs sur le couple Brigitte Bardot (BB) et Jacques Charrier qui venait d'avoir un enfant,. L'imitateur Claude Véga, très actif dans les années 1960, s'emparera de cette campagne dans un de ses sketches, prenant la voix de Brigitte Bardot, il demandait si on pouvait lui « charrier douze caisses d'eau minérale ». Le couple fera un procès à la marque, mais sans succès. L'eau de Charrier devient l'eau minérale numéro 1 dans les maternités et l'entreprise va alors employer jusqu'à 160 personnes.
Mais dès le milieu des années 1960, les ventes baissent et l'entreprise licencie une partie de son personnel. En 1968, des machines moins puissantes remplacent les anciennes et l'usine d'embouteillage va tourner au ralenti. En 1981, la production est tombée à quelques milliers de bouteilles et l'usine ne compte plus que 7 salariés. Puis au début des années 1990, elle ne tourne plus que par intermittence avec seulement deux employés permanents et ce sont des salariés de l'usine de Saint-Yorre qui montent deux fois par an pour embouteiller l'eau, la Société des eaux minérales du bassin de Vichy ayant repris la source et la marque. En 1996, celle-ci décide d'arrêter la production.

## Composition
L'eau jaillit à une température moyenne de 8 °C.
Elle est faiblement minéralisée, sans doute une des moins minéralisées des eaux minérales françaises et légèrement radioactive (elle est présentée comme l'eau minérale la plus radioactive de France),.
Composition physico-chimique (en mg/l)
| Cations   |     | Anions       |     |
| --------- | --- | ------------ | --- |
| Sodium    | 3,5 | Nitrates     | 4   |
| Calcium   | 3,2 | Bicarbonates | 3,7 |
| Magnésium | 0,8 | Sulfates     | 3,4 |
| Potassium | 0,4 | Chlorures    | 3,2 |

- minéralisation totale : 37 mg/l[10]
- pH à 20° : 5,9[10]